# Schlesisches Parlament

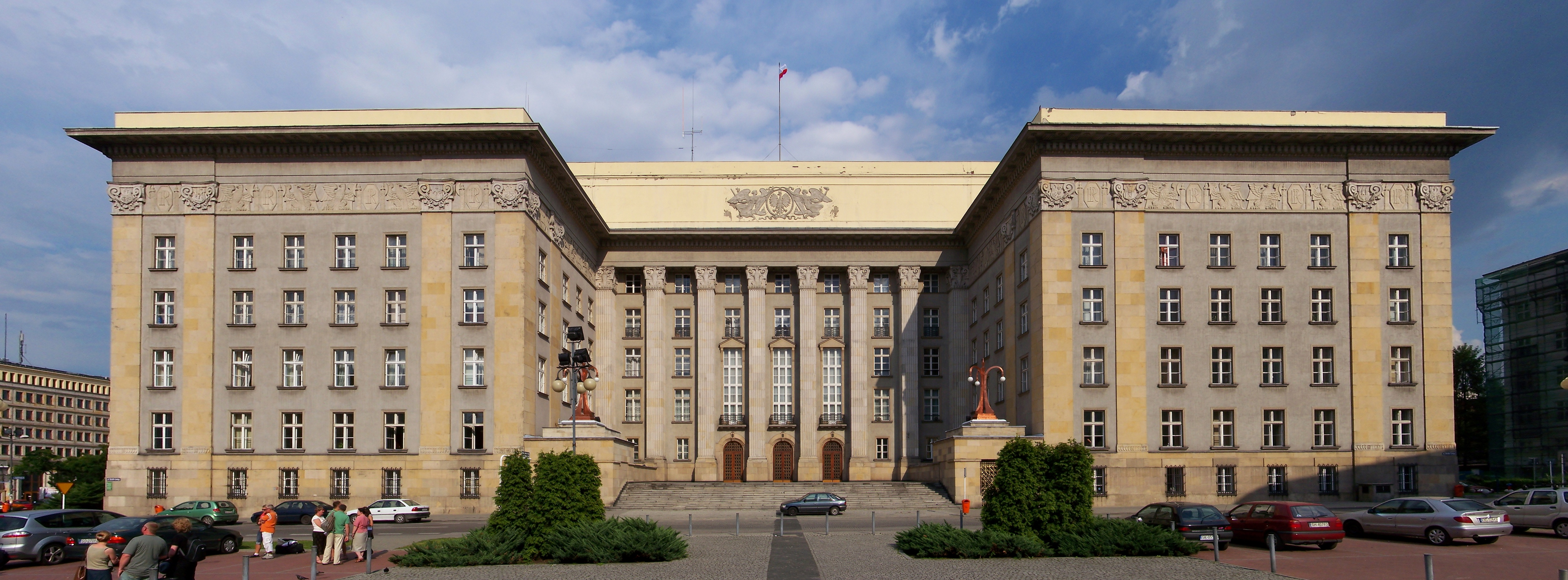
Front des Schlesischen Parlaments

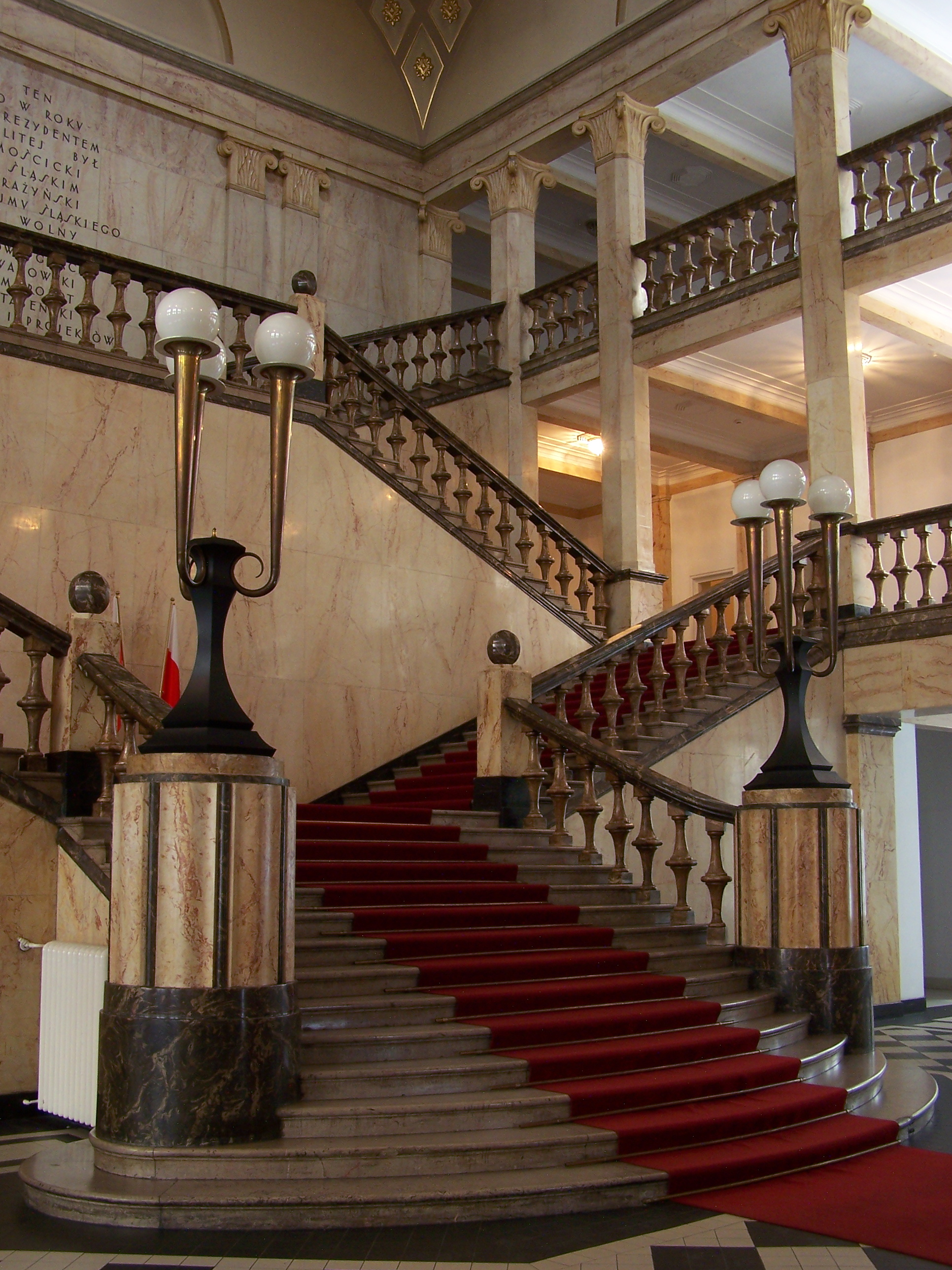
Vestibül im Schlesischen Parlament

Das Schlesische Parlament (polnisch Sejm Śląski) war ein legislatives Organ der Autonomen Woiwodschaft Schlesien mit Sitz in der Woiwodschaftshauptstadt Kattowitz. Es entstand nach dem Ersten Weltkrieg kraft des Gründungsstatuts der Woiwodschaft vom 15. Juli 1920, das Grundsätze der schlesischen Autonomie innerhalb Polens regelte. Das Schlesische Parlament berief einen Woiwodschaftsrat ein und besaß Gesetzesgewalt innerhalb Schlesiens, wobei die Außenpolitik und Militärangelegenheiten dem gesamtpolnischen Parlament in Warschau unterlagen.

## Wahlen
Die ersten Wahlen zum Schlesischen Parlament fanden im September 1922 statt, gewählt wurden 48 Abgeordnete aus drei Wahlkreisen:
1. Teschen
2. Kattowitz
3. Königshütte

Der erste Marschall des Schlesischen Parlaments wurde Konstanty Wolny.
| Wahlperiode            | Wahltermin         | Legislaturperiode                     | Zahl Abgeordnete |
| ---------------------- | ------------------ | ------------------------------------- | ---------------- |
| I. Schlesischer Sejm   | 27. September 1922 | 10. Oktober 1922 bis 12. Februar 1922 | 48               |
| II. Schlesischer Sejm  | 11. Mai 1930       | 26. Mai 1930 bis 26. September 1930   | 48               |
| III. Schlesischer Sejm | 23. November 1930  | 9. Dezember 1930 bis Mitte Juli 1935  | 48               |
| IV. Schlesischer Sejm  | 8. September 1935  | 24. September 1935 bis Januar 1939    | 24               |

## Deutsche Minderheit
In der Autonomen Woiwodschaft Schlesien bestand eine bedeutende deutsche Minderheit. Diese wurde von drei Parteien im Schlesischen Parlament vertreten:
- Katholische Volkspartei (KVP)
- Deutsche Partei (DP)
- Deutsche Sozialdemokratische Partei (DSP)

KVP und DP traten auf einer gemeinsamen Wahlliste, dem Deutschen Wahlblock an. Die Abgeordneten aller drei Parteien bildeten bis 1926 eine gemeinsame Fraktion, den Deutschen Klub. Ab 1926 traten die Abgeordneten der DSP aus diesem aus und bildeten mit der Polnischen Sozialistischen Partei (PPS) eine gemeinsame Fraktion.
| Wahlperiode                    | Prozent Wahlblock | Prozent DSP | Mandate Wahlblock | Davon DP | Davon KVP | Mandate DSP |
| ------------------------------ | ----------------- | ----------- | ----------------- | -------- | --------- | ----------- |
| I. Wahlperiode 1922            | 21,6 %            | 6,7 %       | 12                | 6        | 6         | 2           |
| II. Wahlperiode Mai 1930       | 30 %              | 4,2 %       | 15                | 5        | 10        | 1           |
| III. Wahlperiode November 1930 | 13,4 %(*)         | 5,0 %       | 7                 | 2        | 5         | 2           |

(*) Die Liste des Deutschen Wahlblocks im Wahlkreis 1 wurde bei diesen Wahlen gestrichen.

## Woiwode und der Woiwodschaftsrat
Das Schlesische Parlament wählte einen Woiwoden als Leiter der Autonomen Woiwodschaft Schlesien und den aus fünf Personen bestehenden Woiwodschaftsrat mit ministerialen Befugnissen. Einziger deutscher Vertreter im Wojewodschaftsrat war 1922 bis 1934 Leopold Michatz.

## Gebäude
Während der deutschen Besetzung im Zweiten Weltkrieg und der Gründung des nationalsozialistischen Gaus Oberschlesien 1941 aus oberschlesischen und kleinpolnischen Gebieten wurde Kattowitz zur Gauhauptstadt und das Schlesische Parlament zum Gauhaus umfunktioniert.
Das Parlamentsgebäude wurde von 1925 bis 1929 teilweise aus Sandstein errichtet und war seinerzeit mit 634 Räumen und 161.474 m³ umbautem Raum das größte Gebäude in Polen. Erst 1932 wurden alle Arbeiten abgeschlossen und auch das Innere ausgestattet. Der Kubus stellt ein Viereck mit Innenhof dar, an dessen Ecken ebensolche Bauteile angeschlossen sind.
Zwischen 1950 und 1998 fungierte das Parlamentsgebäude als Sitz der Verwaltung der damaligen Woiwodschaft Kattowitz. Seit 1998 befindet sich im Parlamentsgebäude das Woiwodschaftsparlament der Woiwodschaft Schlesien (polnisch Sejmik Województwa Śląskiego).